# هيلين هاردين
هيلين هاردين (بالإنجليزية: Helen Hardin)‏ هي رسامة أمريكية، ولدت في 28 مايو 1943 في ألباكركي في الولايات المتحدة، وتوفيت في 9 يونيو 1984.